# Soledad Penalta
Soledad Penalta Lorenzo (Noya, 23 de abril de 1943) es una artista y escultora española.

## Trayectoria
Inició su carrera artística en 1972 trabajando con la cerámica, y desarrolló su trabajo en diferentes seminarios y talleres, con maestros como Isaac Díaz Pardo. 
Cursó estudios en la Escuela de Oficios Artísticos de La Coruña entre los años 1976 y 1980. 
En su trayectoria investigó en el trabajo con la cerámica de alta temperatura, refractarios, fundición de hierro, acero y bronce, hierro en planchas soldadas y esculturas de gran tamaño, en las que empezó a trabajar a partir de 1990.
Algunas de sus esculturas de gran formato al aire libre se exponen públicamente en el Paseo marítimo de La Coruña, en el parque de las esculturas de la Torre de Hércules o el busto de María Mariño en Noya. Trabaja con obra pública y privada.
Otras obras se encuentran en varios museos como el Museo Bello Piñeiro, en Ferrol, el Museo de Arte Contemporáneo de Cerámicas O Castro, en Sada entre otros.
En el año 2018  fue nombrada académica numeraria de la Real Academia Galega de Belas Artes en la sección de escultura. La crítica destacó de su larga trayectoria la "coherencia, la capacidad de investigación con nuevos materiales con los que encontró un lenguaje propio, introduciendo nuevas caligrafías en una constante renovación iconográfica y conceptual".
Desde 1978 sigue mostrando sus obras en exposiciones individuales (cerca de 50) y colectivas (150), de ámbito nacional e internacional. En su trabajo pretende comunicar, se humanizan los materiales dotándoles de movimiento y fuerza, y como ella dice, no solamente pretende hacer una forma, también expresar referencias, de ahí que muchas veces escribe sus pensamientos sobre las piezas.
En 2024, inauguró su exposición Formas e grafismos, en el Museo Aller Ulloa, en Lalínlocalidad a la que está muy vinculada, así como a su participación en el EmporcARTE y en el Cocido das Artes reunión anual en la que se encuentran artistas de diferentes disciplinas, como las artes, la literatura, la música, las letras y la cultura en general de toda Galicia.

## Premios y reconocimientos
- 2019ː Premio da Cultura Galega de Belas Artes, de artes plásticas.[8]
- 2019ː Premio da Crítica de Galicia, en la modalidad de artes plásticas.[9]

## Galería de imágenes

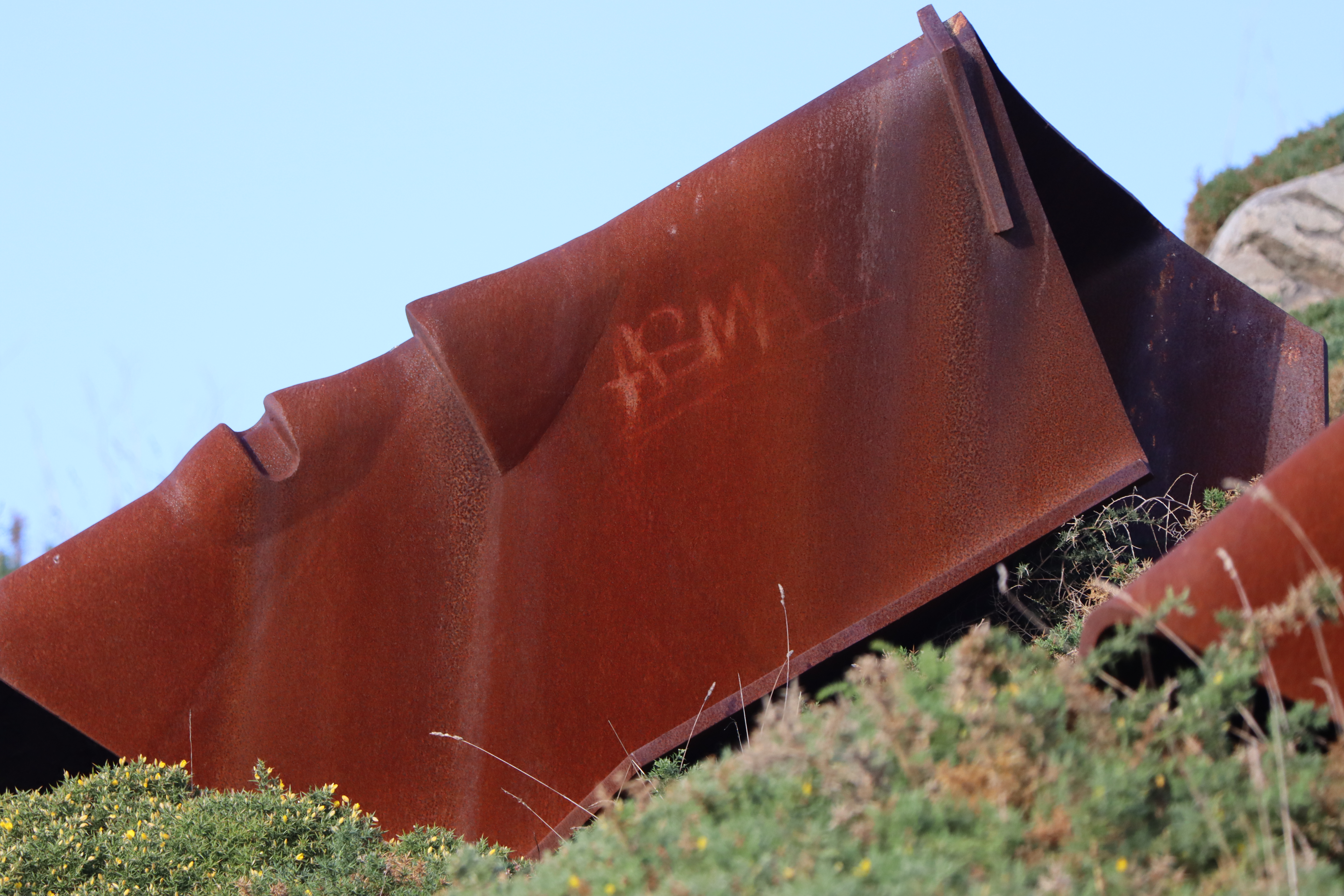
Escultura Guardianes, cerca de la Torre de Hércules, en La Coruña.
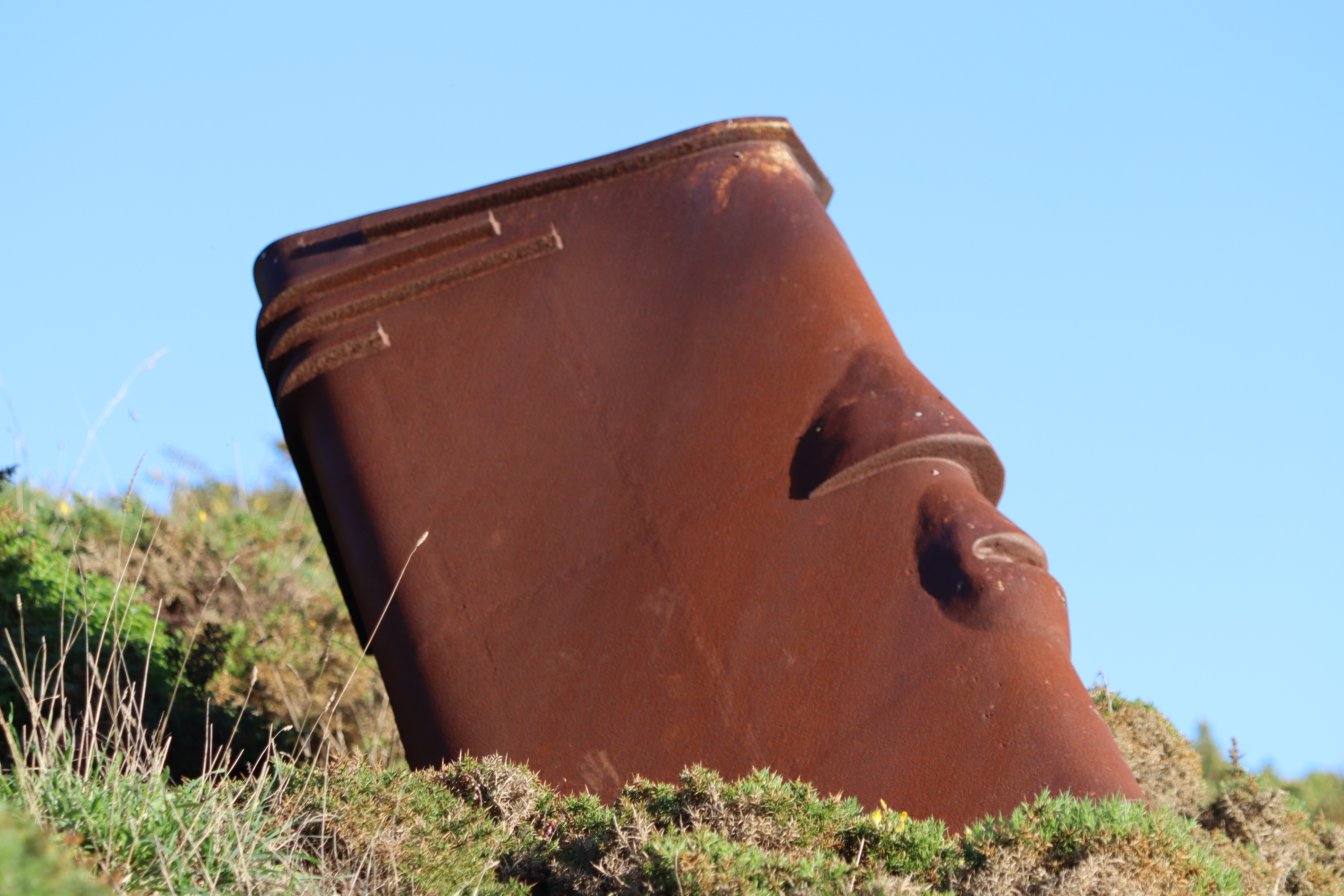
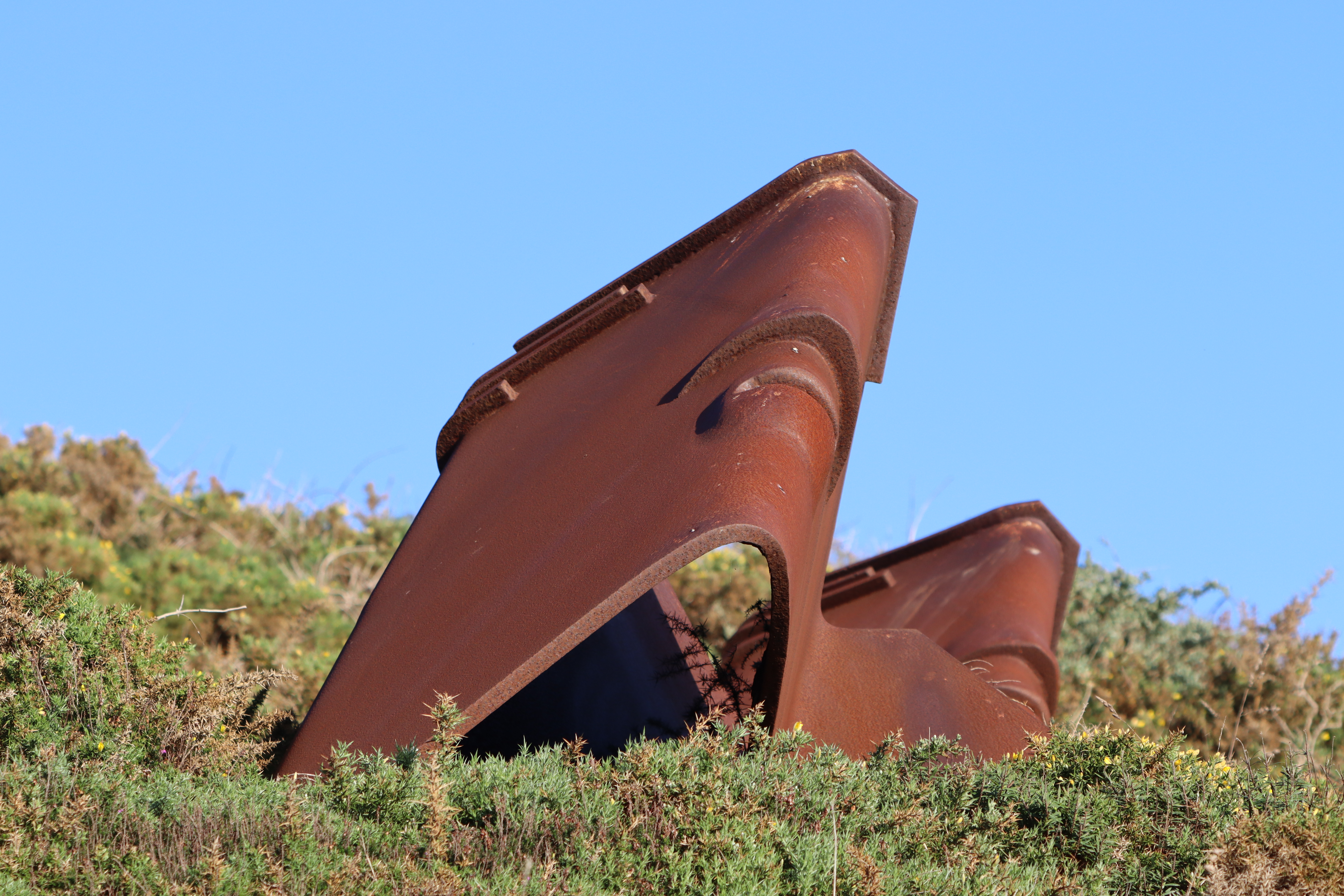
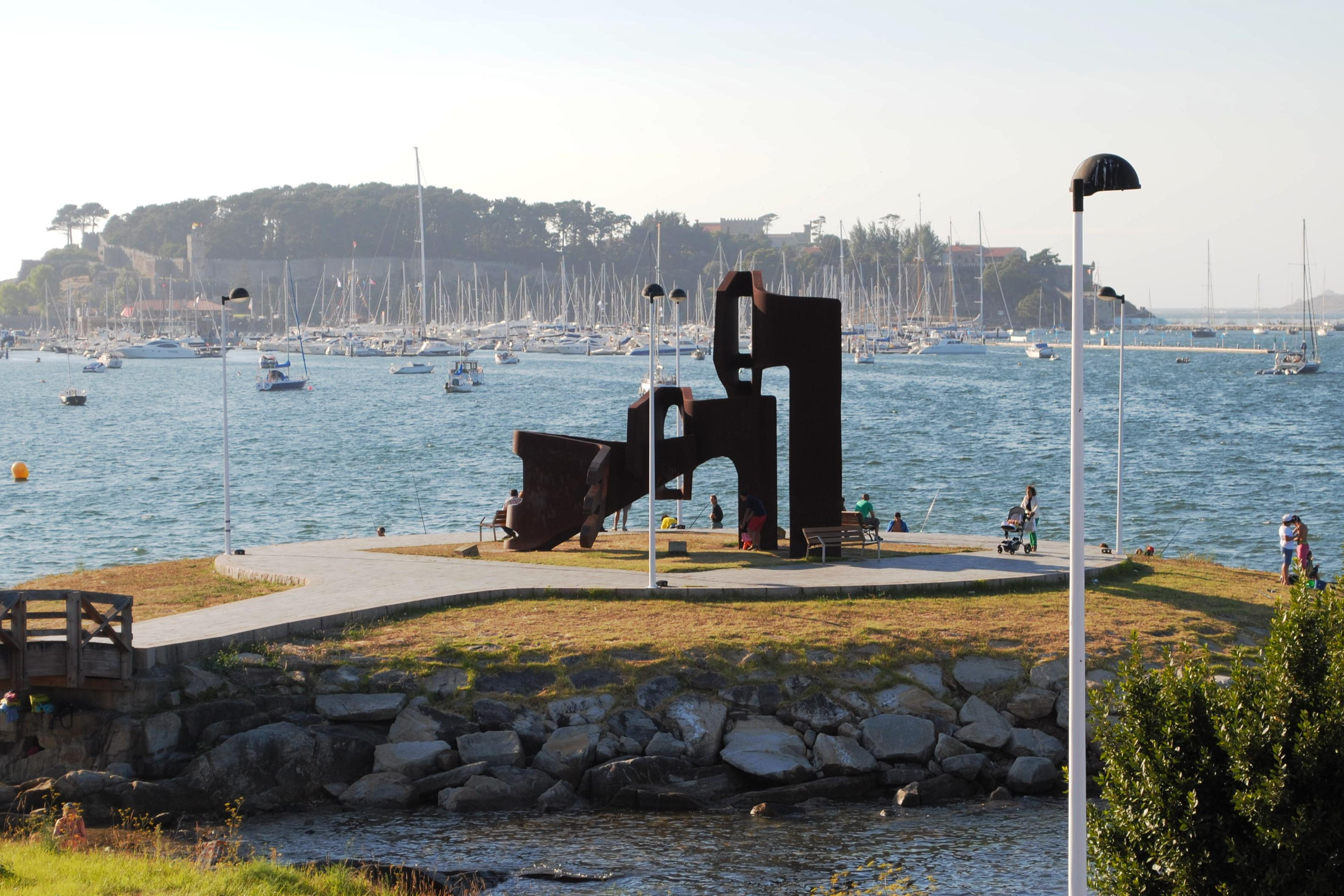
Escultura en la península de Santa Marta (Bayona)
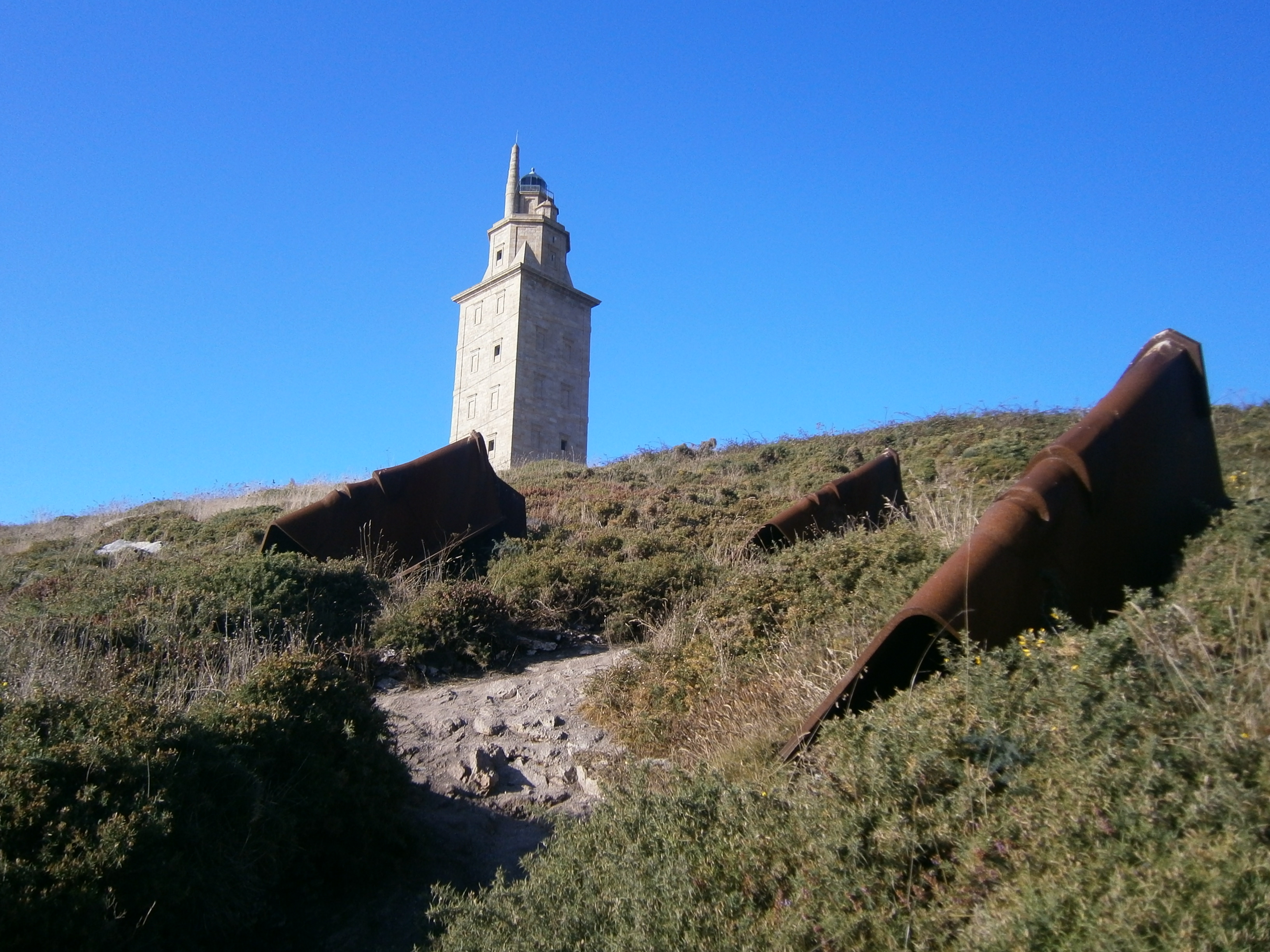
Parque escultórico en La Coruña
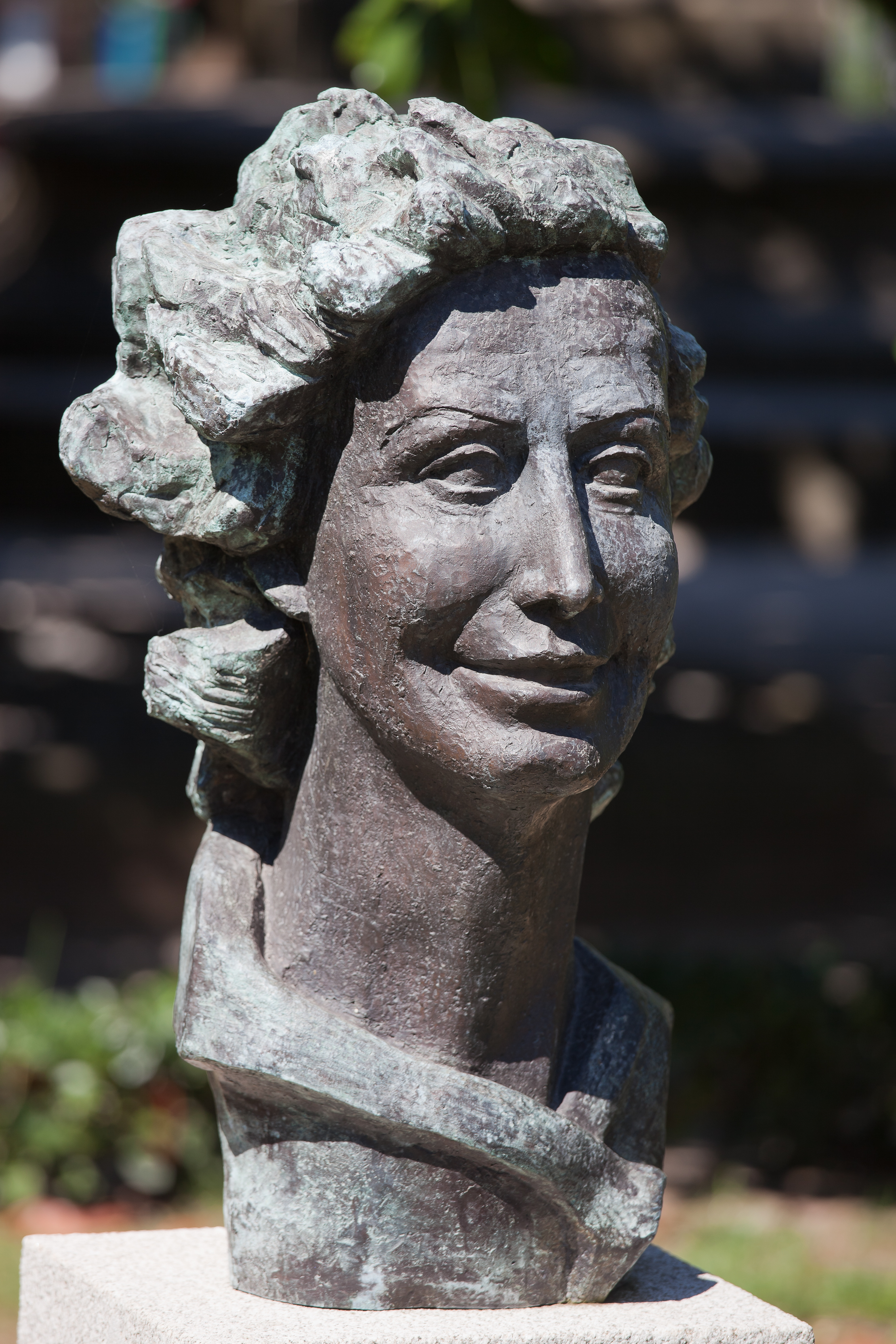
Busto de María Mariño, en Noya
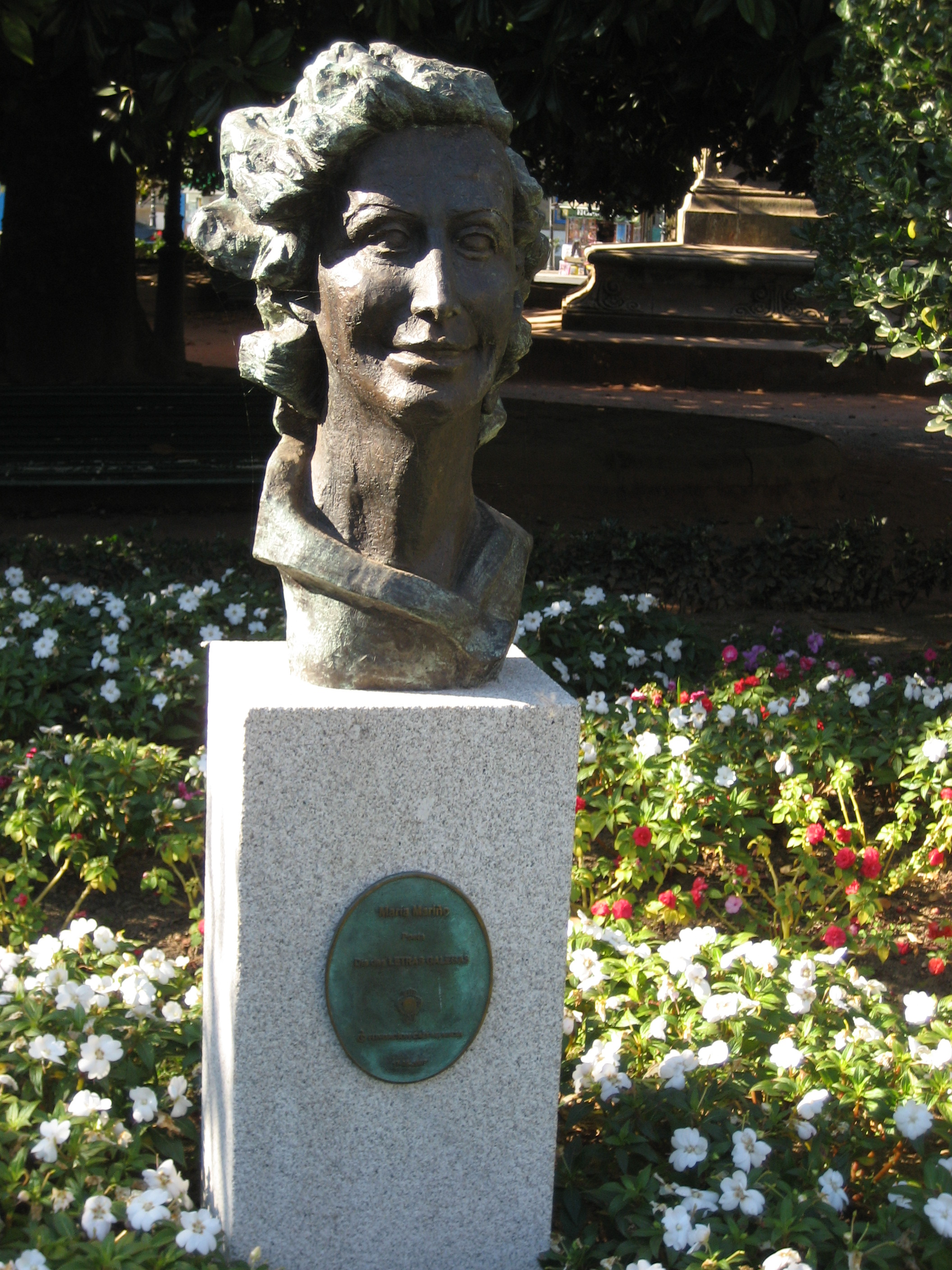
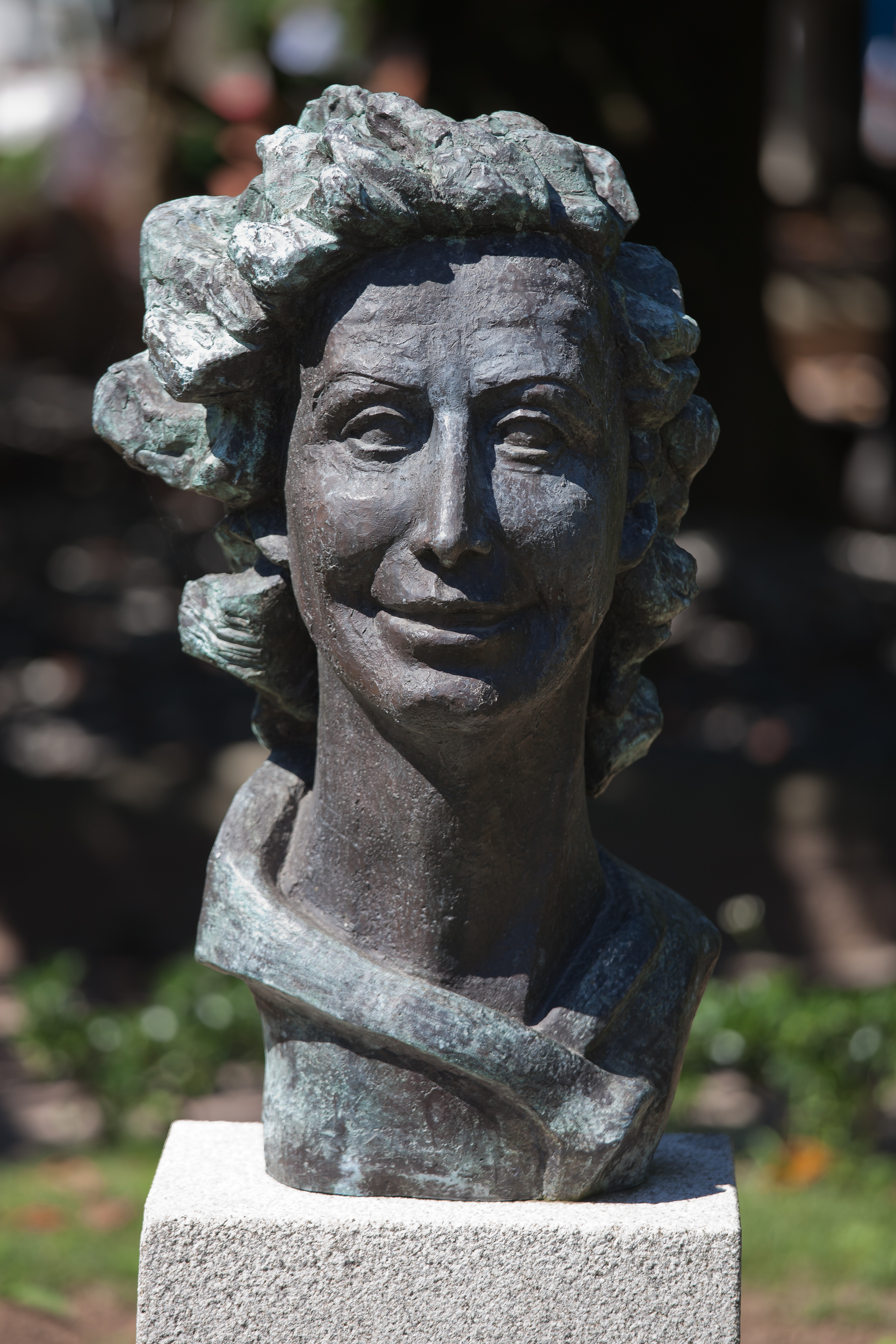
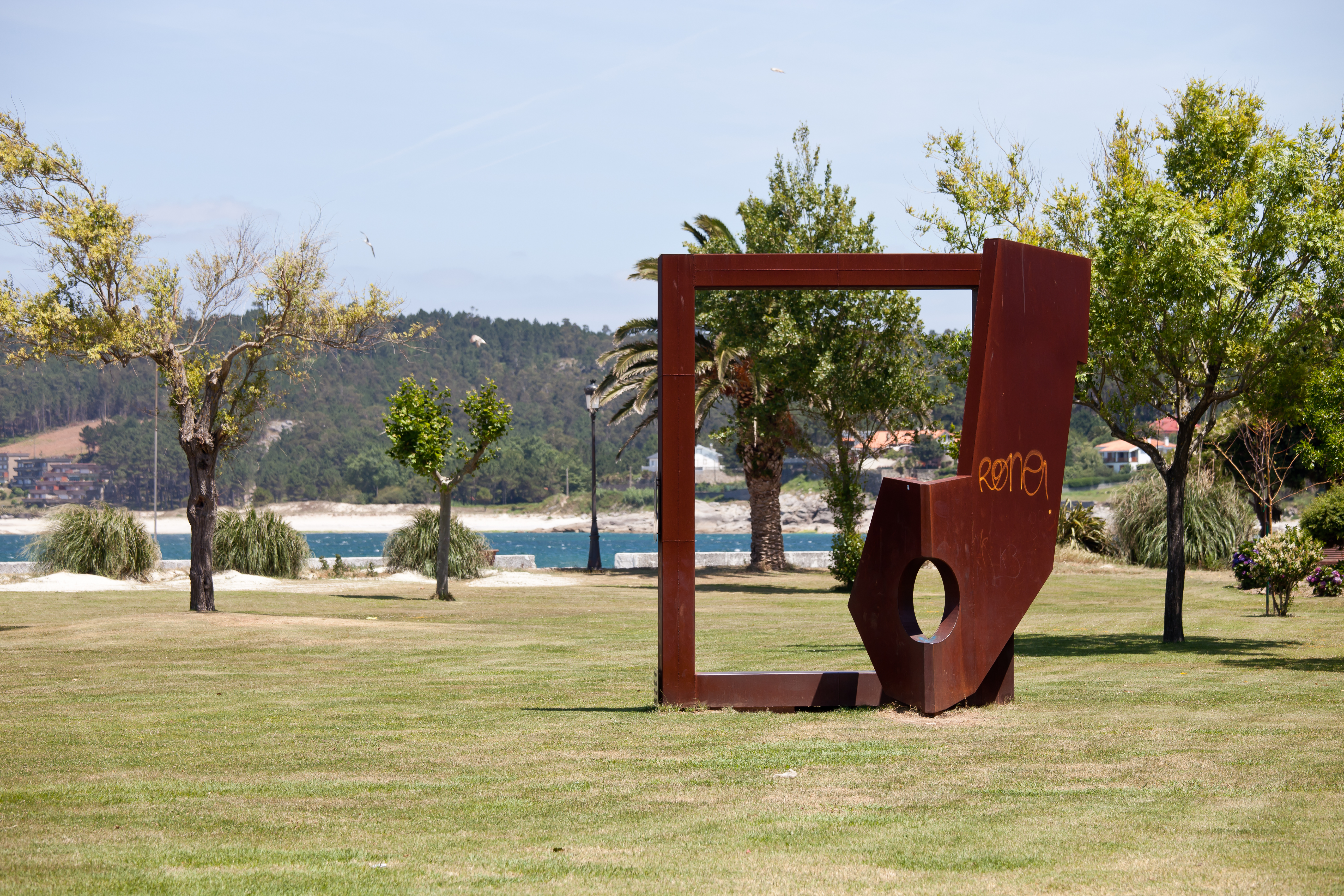
Escultura en Puerto del Son